# W.I.S. Unternehmensgruppe
Die W.I.S. Unternehmensgruppe ist ein deutsches Sicherheitsunternehmen mit Sitz in Köln.

## Geschichte
Da es seit 1895 in Köln keine städtischen Wächter mehr gab, war das Bedürfnis nach Wachdiensten und Sicherheit in der Bevölkerung groß. Im Jahre 1901 gründeten die Kaufleute Kossmann und Steinberg die Kölner Wach- und Schließgesellschaft. Von Köln ausgehend wurden in weiteren deutschen Städten Zweigniederlassungen eingerichtet. Im Jahre 1905 waren es 17 Niederlassungen. 1967 gründet die Kölner Wach- und Schließgesellschaft die Firma W.I.S. Wirtschafts- und Industriesicherung mit je einer Niederlassung in Bonn und Aachen. Aus dieser Zeit stammt der Name W.I.S., der dann später für die gesamte Unternehmensgruppe verwendet wurde.

## Unternehmensstruktur
Das Unternehmen beschäftigt rund 4.000 Mitarbeiter an 30 Standorten in Deutschland und Österreich, erwirtschaftete im Geschäftsjahr 2019/20 einen Umsatz von 141 Millionen Euro und belegt Rang acht der deutschen Sicherheitsunternehmen.